# سوپر لیگ
سوپرلیگ (نام حقوقی: European Super League Company، SL) یک مسابقه سالانه فوتبال باشگاهی است که به منظور رقابت با لیگ قهرمانان یوفا قرار است توسط باشگاه‌های برتر اروپا برگزار شود. پس از مدت‌ها گمانه زنی دربارهٔ تشکیل «سوپرلیگ اروپا»، این رقابت توسط دوازده باشگاه در آوریل ۲۰۲۱ اعلام شد و انتظار می‌رفت سه باشگاه دیگر به آن بپیوندند. این پانزده «باشگاه مؤسس»، شرکت کنندگان دائمی در مسابقه بودند و قرار بود پنج تیم دیگر سالانه بر اساس عملکردشان در فصل قبل، به مسابقات راه پیدا کنند. اما به دلیل منصرف شدن اکثر مؤسسان سوپرلیگ بخاطر تهدید یوفا و فیفا به منظور حذف از لیگ قهرمانان اروپا و راه ندادن بازیکنان به جام جهانی اجرا نشد. اکثر مؤسسان با نارضایتی هواداران خود این لیگ را ترک کردند. یونتوس، رئال مادرید و بارسلونا ۳ باشگاه باقی مانده در لیگ بودند اما در سال ۲۰۲۲ یووه هم از جمع مؤسسان به دلیل اعتراض بازیکنان و هواداران کنار رفت. دو باشگاه رئال مادرید و بارسلونا پرونده ای برای شکایت از یوفا به دادگاه عالی اروپا بردند و پیروز شدند. فرمت سوپر لیگ با سه گروه آبی، طلایی و ستاره اعلام شده‌است.
.فلورنتینو پرز اولین رئیس سازمان است.

## تاریخچه
پیشنهاد ایجاد سوپرلیگ اروپا به سال ۱۹۹۸ برمی گردد، زمانی که شرکت ایتالیایی Media Partners این ایده را پیشنهاد کرد که پس از انتقال یوفا برای گسترش لیگ قهرمانان شکست خورد. در طی دو دهه آینده پیشنهادهای مختلفی ارائه شده‌است که موفقیت چندانی نداشته‌است.
در تاریخ (۲۱م آوریل ۲۰۲۱) شش تیم انگلیسی که در این تورنمنت شرکت کرده بودند که شامل:(باشگاه فوتبال چلسی، باشگاه فوتبال منچستر سیتی، باشگاه فوتبال آرسنال، باشگاه فوتبال لیورپول، باشگاه فوتبال منچستر یونایتد ،باشگاه فوتبال تاتنهام هاتسپر) بودند با اعتراضات شدید هوادارن خود مواجه شدند که بعد مجبور به ترک این تورنمنت شدند.

## بنیانگذاران
دوازده باشگاه به عنوان اعضای بنیانگذار این مسابقات اعلام شدند که سه باشگاه دیگر باید قبل از فصل تحلیف به آنها بپیوندند که شامل «Big Six» لیگ برتر فوتبال انگلستان و همچنین سه باشگاه اسپانیایی و سه باشگاه ایتالیایی است. پانزده باشگاه مؤسس شرکت کننده دائمی مسابقات خواهند بود و سازمان را اداره خواهند کرد. گفته می‌شود که باشگاه‌های فرانسه و آلمان، از جمله پاری سن ژرمن و بایرن مونیخ، از پیوستن به این رقابت خودداری کردند.
این رقابت‌ها ۱۵ تیم ثابت دارد و پنج تیم دیگر می‌توانند سالانه بر اساس دستاوردهای خود در فصل قبل جواز حضور در مسابقات را کسب کنند.
- باشگاه فوتبال آرسنال
- باشگاه فوتبال چلسی
- باشگاه فوتبال لیورپول
- باشگاه فوتبال منچستر سیتی
- باشگاه فوتبال منچستر یونایتد
- باشگاه فوتبال تاتنهام هاتسپر
- باشگاه فوتبال اینتر میلان
- باشگاه فوتبال یوونتوس
- باشگاه فوتبال آ.ث. میلان
- باشگاه فوتبال اتلتیکو مادرید
- باشگاه فوتبال بارسلونا
- باشگاه فوتبال رئال مادرید

## علت برگزاری
«ما به فوتبال در هر سطح کمک خواهیم کرد و آن را به جایگاه واقعی خود در جهان خواهیم رساند. فوتبال تنها ورزش جهانی در جهان است که بیش از چهار میلیارد هوادار دارد و مسئولیت ما به عنوان باشگاه‌های بزرگ پاسخگویی به خواسته‌های آنهاست.»

—فلورنتینو پرز
علت تشکیل این تورنومنت در بیانیه رسمی تیم‌های مؤسس چنین عنوان شده:
باشگاه‌های مؤسس سوپرلیگ با یوفا و فیفا گفتگوهایی خواهند داشت تا به بهترین راه حل ممکن برای برگزاری این تورنمنت و جامعه جهانی فوتبال برسند.
تأسیس این سوپرلیگ زمانی سرعت گرفت که دنیای فوتبال تحت تأثیر پاندمی کرونا ضرر و زیان اقتصادی فراوانی دید. در طی سال‌های اخیر باشگاه‌های مؤسس در پی بهبودی کیفیت رقابت‌های فوتبال اروپایی در بالاترین سطح و به خصوص تأسیس یک سوپرلیگ با حضور بهترین‌های فوتبال اروپا بودند تا بتوانند هر هفته با یکدیگر مصاف دهند.
پاندمی کرونا فاش ساخت که به یک استراتژی بهتر و جدید برای بهبود وضعیت اقتصادی باشگاه نیاز است. در ماه‌های اخیر گفتگوها بین باشگاه‌های مؤسس جدی تر شد.
باشگاه‌های مؤسس معتقدند که راه حل‌های ارائه شده توسط اتحادیه فوتبال اروپا برای تغییر شکل برگزاری لیگ قهرمانان اروپا، پاسخگو نیازها نخواهد بود. برای حفظ منابع مالی نیاز به تأسیس سوپرلیگ حس می‌شد تا هر هفته شاهد برگزاری بازی‌های بزرگ و باکیفیت تر باشیم.

## شکل برگزاری
سوپرلیگ با حضور ۲۰ تیم برگزار خواهد شد. ۱۵باشگاه مؤسس و ۵ باشگاه که سال به سال بر اساس عملکردشان در فصل گذشته برگزیده خواهند شد.
فصل از ماه اوت شروع می‌شود و تیم‌ها در دو گروه ۱۰ تیمی قرار می‌گیرند و هر هفته بازی‌ها به انجام می‌رسند. بازی‌هایی رفت و برگشت که در نهایت سه تیم نخست هر گروه مستقیماً راهی یک چهارم نهایی می‌شوند و تیم‌های چهارم و پنجم گروه‌ها در دو بازی رفت و برگشت پلی آف، ۲ تیم باقیمانده یک چهارم را تعیین خواهند کرد. بازی‌ها تا فینال رفت و برگشت است و ماه می بازی نهایی در زمینی بی‌طرف به انجام می‌رسد.

## جایزه
موضوع مهم در تشکیل و راه‌اندازی یک مجموعه جدید، سودهای مالی خواهد بود که برای این باشگاه‌ها به همراه خواهد داشت. بر اساس اعلام مؤسسان سوپر لیگ، ۱۵ باشگاه حاضر در این رقابت‌ها در مجموع ۳ میلیارد و ۵۰۰ میلیون یورو دریافت خواهند کرد که این مبالغ برای اعمال اصلاحات و تغییرات در زیرساخت‌ها، استادیوم‌ها و همچنین کمک به گسترش بخش‌های فوتبال پایه این باشگاه‌های بزرگ تخصیص داده خواهد شد.

## رهبری و مدیریت
افراد زیر به عنوان رهبران سازمان تأیید شده‌اند.
| جایگاه          | نام             | سمت‌های دیگر                             |
| --------------- | --------------- | --------------------------------------- |
| رئیس هیئت مدیره | فلورنتینو پرز   | رئیس باشگاه فوتبال رئال مادرید          |
| نایب رئیس       | آندرا آنیلی     | مدیر باشگاه فوتبال یوونتوس              |
| نایب رئیس       | جوئل گلیزر      | رئیس مشترک باشگاه فوتبال منچستر یونایتد |
| نایب رئیس       | جان ویلیام هنری | مدیر باشگاه فوتبال لیورپول              |
| نایب رئیس       | استن کرونکی     | مالک باشگاه فوتبال آرسنال               |
| نایب رئیس       | پائولو اسکارونی | رئیس باشگاه فوتبال آث میلان             |
| نایب رئیس       | دنیل لوی        | رئیس باشگاه فوتبال تاتنهام              |
| نایب رئیس       | خوان لاپورتا    | رئیس باشگاه فوتبال بارسلونا             |
| نایب رئیس       | انریکه سرسو     | رئیس باشگاه فوتبال اتلتیکو مادرید       |
| نایب رئیس       | استیون ژانگ     | مالک باشگاه فوتبال اینتر میلان          |

## واکنش‌ها

### مخالفان
ساعاتی پیش از اعلام رسمی شکل‌گیری سوپرلیگ، اتحادیه فوتبال اروپا با انتشار بیانیه ای واکنشی بسیار منفی و تند به برگزاری آن نشان داد و تیم‌های مؤسس را تهدید به اخراج از تمام رقابت‌های اروپایی کرد.
فیفا نیز تهدید کرده‌است که به بازیکنان این تیم‌ها اجازه حضور در جام جهانی و تورنمنت‌های بین‌المللی را نمی‌دهد. یوفا، اتحادیه فوتبال انگلیس و لیگ برتر انگلیس، فدراسیون فوتبال اسپانیا و لالیگا، فدراسیون فوتبال ایتالیا و سری آ با خبر شده‌اند که ممکن است چند باشگاه انگلیسی، اسپانیایی و ایتالیایی قصد حضور در یک رقابت که به اصطلاح سوپر لیگ اروپا نامگذاری شده، را داشته باشند. اگر این اتفاق رخ دهد می‌خواهیم یک بار دیگر تکرار کنیم که ما، یوفا، اتحادیه فوتبال انگلیس، لیگ برتر، سری آ، فدراسیون فوتبال اسپانیا و ایتالیا و حتی فیفا و تمام انجمن‌های زیر مجموعه ما برای متوقف کردن این ایده متحد خواهیم شد. این پروژه بدبینانه طرحی است که بر اساس منافع شخصی چند باشگاه و در زمانی بنا نهاده شده که ما بیش از هر موقعی به همبستگی احتیاج داریم. ما برای جلوگیری از این اتفاق تمام تدابیر موجود در همه سطوح اعم از قضایی و ورزشی را در نظر خواهیم گرفت. فوتبال مبتنی بر مسابقات آزادانه و شایستگی‌های ورزشی است. راه دیگری وجود ندارد.
طرفداران چلسی در بیانیه‌ای این تصمیم را «خیانت نهایی» خوانده‌اند. طرفداران آرسنال سوپرلیگ را «توطئه‌ای برای کسب درآمد بیشتر در شرایط بحران» خوانده‌اند و آن را تصمیمی شرم‌آور دانسته‌اند. طرفداران تاتنهام از اعضای هیئت مدیره این باشگاه خواسته‌اند هرچه سریعتر انصراف خود را از پیوستن به این مجموعه اعلام کنند. طرفداران این تیم لندنی پیوستن می‌گویند شدیداً از این تصمیم خشمگین شده‌اند.
- اتحادیه فوتبال اروپا، یوفا :ما به همراه اتحادیه فوتبال انگلستان، لیگ برتر، فدراسیون فوتبال ایتالیا، سازمان لیگ سری آ، فدراسیون فوتبال اسپانیا و لالیگا متوجه شده‌ایم که چند تیم انگلیسی، ایتالیایی و اسپانیایی قصد دارند برگزاری مسابقاتی تحت عنوان «سوپرلیگ اروپا» را به صورت رسمی اعلام کنند. باید به صورت شفاف اعلام کنیم که اگر این اتفاق بیفتد، ما به همراه لیگ برتر، لالیگا، سری آ و حتی فیفا متحد می‌مانیم و تمام تلاش خود را برای متوقف ساختن این پروژه به کار می‌بندیم.[۹]
- بوریس جانسون، نخست‌وزیر انگلیس:سوپر لیگ به قلب بازی‌های داخلی ضربه می‌زند و هواداران فوتبال در سراسر کشور را نگران می‌کند.[۵]
- امانوئل ماکرون، نخست‌وزیر فرانسه: رئیس‌جمهوری از موضع باشگاه‌های فرانسوی که از شرکت در پروژه سوپرلیگ اروپا امتناع کرده‌اند استقبال می‌کند. دولت فرانسه از تمام اقدامات یوفا، فدراسیون فوتبال فرانسه، لیگ فوتبال فرانسه و فیفا در جهت محافظت از یکپارچگی مسابقات فدرال، ملی و اروپایی حمایت می‌کند.[۹]— امانوئل ماکرون
- گری نویل، بازیکن پیشین تیم فوتبال منچستر یونایتد: مخالف مدرن سازی مسابقات فوتبال نیستم. ما لیگ برتر انگلیس و لیگ قهرمانان اروپا را داریم اما فکر می‌کنم چنین پیشنهادی در میانه ویروس کرونا و بحران اقتصادی یک رسوایی مطلق است. یونایتد و بقیه شش تیم بزرگ که در سوپر لیگ ثبت نام کرده‌اند باید از خود شرم کنند.[۵]
- مارگاریتس شیناس (en) یکی از معاونان رئیس کمیسیون اروپا: ما باید از یک مدل ورزشی اروپایی مبتنی بر ارزش‌ها، تنوع و فراگیری دفاع کنیم. موضوع رزرو کردن برای چند باشگاه ثروتمند و قدرتمند که می‌خواهند روابط خود را با دیگران قطع کنند، قابل پذیرش نیست.[۹]